# E. Peterbus Unum
E. Peterbus Unum (рус. Из Питерусов, один) — восемнадцатая серия второго сезона мультсериала «Гриффины». Премьерный показ состоялся 12 июля 2000 года на канале FOX. В России премьерный показ состоялся 23 июля 2002 года на канале Рен-ТВ.

## Сюжет
Питер хочет получить возмещение налогов, как и его друзья (для чего и посещает Службу внутренних доходов), а на полученные деньги купить что-нибудь особенное, например, особую овсяную кашу или бассейн, но так как у него не было переплаты, то и возмещения он не получает. Поэтому Питер решает сам построить себе бассейн и в ходе земляных работ он повреждает силовой кабель, тем самым оставляя весь район без электричества. Прибывший ремонтник говорит ему, что он не может построить бассейн, поэтому Питер отправляется в мэрию Куахога за получением разрешения на постройку бассейна. Но там выясняется, что мэр Адам Вест не может подписать Питеру это разрешение, так как согласно имеющимся документам дом Питера не относится ни к Куахогу, ни к Соединённым Штатам Америки.
Вследствие этой юридической ошибки Питер основывает на территории своего дома новое микрогосударство под названием Питория (англ. Petoria, в переводе Рен-ТВ Питерия). Благодаря дипломатическому иммунитету Питер во время поездки в бар «Пьяная устрица» демонстрирует своим друзьям, что он может нарушать закон и никто ему ничего не сделает.
Как президент Питории Питер отправляется на заседание ООН, но он недоволен тем, что там его игнорируют. Поэтому Питер следует совету дипломата из Ирака и захватывает бассейн своего соседа Джо, объявляя его новой провинцией Питории — «Джогайо» (англ. Joe-hio). Узнав о том, что какая-то маленькая страна захватила часть территории Соединённых Штатов, Президент США Билл Клинтон хочет сначала объявить им войну, но боится, что нападение США на маленькую страну вызовет падение его имиджа, поэтому он объявляет Питории экономическую блокаду. Питории отключают электричество и воду, а также запрещают её «гражданам» пересекать границы.
Питер не сдаётся. Он приглашает на барбекю в бассейн лидеров других стран, которых США считают изгоями: Фиделя Кастро, Слободана Милошевича, Муаммара Каддафи, Саддама Хусейна и других. Но всё же из-за тяжёлых бытовых условий Лоис с детьми решает «покинуть» Питорию и «переехать» в США. После этого Питер под давлением американской армии соглашается на переговоры, где выдвигает невозможные для Джо условия. Но Лоис спасает переговоры.
В конце выясняется, что все показанные в серии события — всего лишь документальный фильм, показываемый на школьных занятиях в будущем через 200 лет.

## Создание
Авторы сценария: Нейл Голдман и Гарретт Донован.
Режиссёр: Роб Ренцетти.
Приглашённые знаменитости: Шон Пайфром.
Название эпизода пародирует фразу на латыни «E pluribus unum» — девиз, размещённый на гербе США и в переводе означающий «Из многих, один». В настоящее время эта надпись присутствует на всех монетах США, а до 1956 года была и на всех купюрах.
Питер, хвастаясь своим дипломатическим иммунитетом, поёт пародию на песню MC Hammer'а англ. U Can't Touch This — «Can’t Touch Me».